# Maeuntang
La maeuntang (매운탕?, 매운湯?; lett. "tang piccante") è una zuppa di pesce piccante tipica della cucina coreana.

## Preparazione

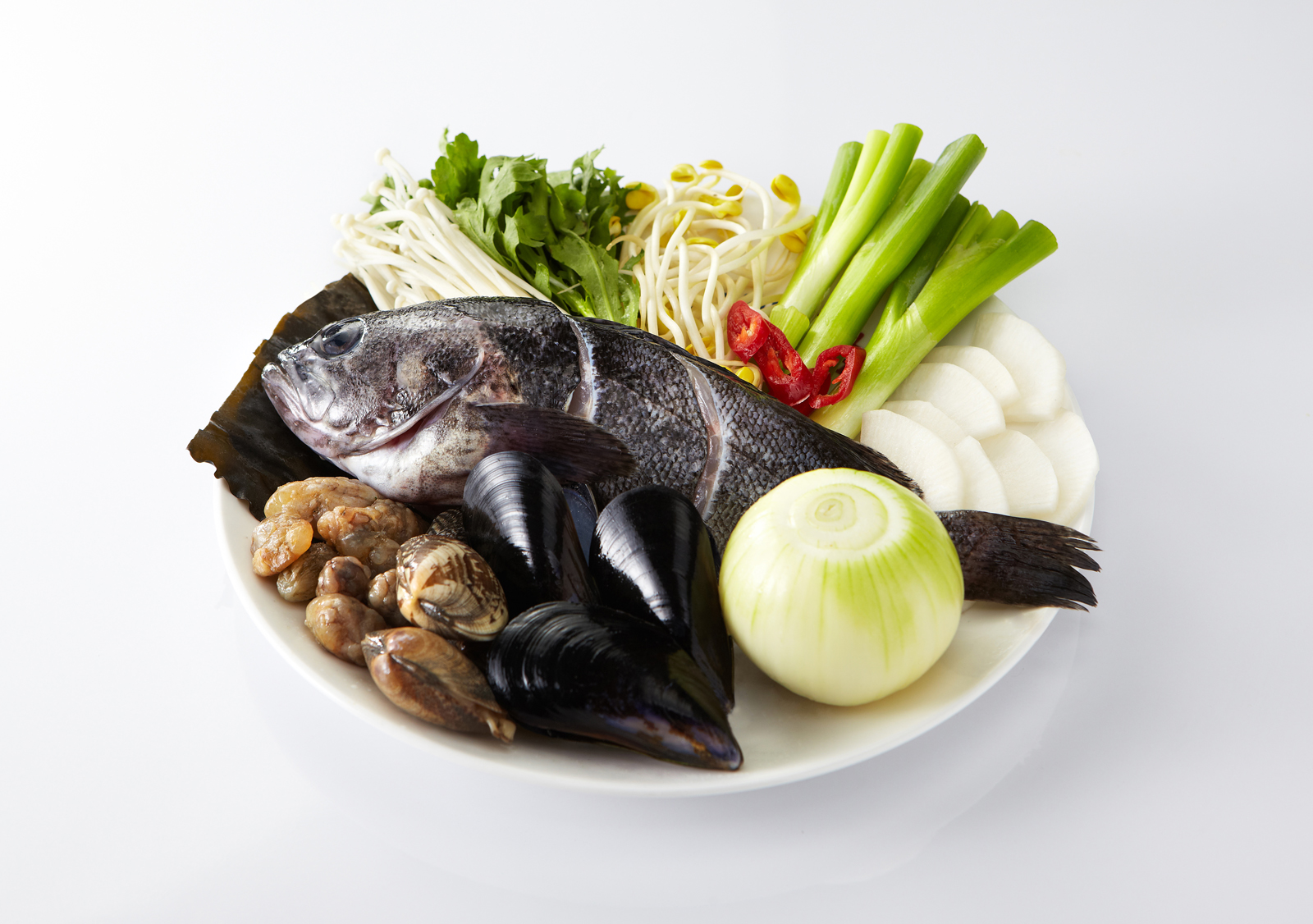
Ingredienti della maeuntang.

La maeuntang viene preparata bollendo il pesce intero, privato delle interiora ma completo di testa e lische, in brodo di acciughe insieme a ravanelli, cipollotti e tofu; il tutto è poi condito con aglio, zenzero, gochujang e peperoncino in polvere. Le specie di pesce preferite per il piatto sono quelle a carne bianca e soda, come il siluro, il pesce mandarino dorato, il merluzzo, la rana pescatrice e l'ombrina gialla. Se si usa pesce d'acqua salata, la maeuntang è pronta quando esso giunge a cottura; se invece si usa pesce d'acqua dolce, si lascia sul fuoco finché la carne non si sfalda. La cottura prolungata intensifica il sapore della zuppa, la quale mantiene un forte sentore di pesce che può essere smorzato aggiungendo pepe macinato e zenzero.
I ristoranti che vendono maeuntang hanno spesso un acquario da cui i clienti possono scegliere il pesce che desiderano per la propria zuppa. È inoltre prassi comune cucinarla con la testa e lo scheletro avanzati dalla preparazione degli hoe, dei piatti a base di pesce crudo.

## Storia
Le origini della maeuntang possono essere fatte risalire al periodo della dinastia Goryeo: secondo il Goryeosa Kim Bang-gyeong yeoljeon, quando il funzionario Kim Bang-gyeon (1212-1300) fu incaricato dall'imperatore di Yuan di partire per una spedizione in Giappone, gli fu concesso di portare con sé riso e zuppa di pesce poiché erano "i cibi preferiti del popolo del Goryeo". Sebbene non fornisca una ricetta, il testo dimostra che la zuppa di pesce fosse un piatto diffuso già all'epoca. Si suppone che la maeuntang vera e propria si sia affermata durante la successiva dinastia Joseon, giacché il peperoncino fu introdotto in Corea intorno alle invasioni giapponesi del 1592.